# Schamppaal
Een schamppaal, ook wel schampsteen, boordsteen of stootsteen genoemd, is een paal of steen die zich op de hoek van een straat bevindt of tegen een inrijpoort is geplaatst om schade door aanrijdingen te voorkomen. De vorm en plaatsing is zodanig dat de wielen er als het ware vanaf glijden en dat de (uitstekende) wagenassen er niet tegenaan stoten. Om deze reden staan de schamppalen schuin opgesteld of hebben een schuine zijde.
In vroeger tijden waren de schamppalen van hardsteen. Indien voorhanden werden soms ook zwerfkeien en zelfs kanonslopen als zodanig gebruikt. Tegenwoordig worden voor dit doel betonnen palen gebruikt. De nog aanwezige hardstenen schamppalen worden veelal als monument beschermd.

## Fotogalerij

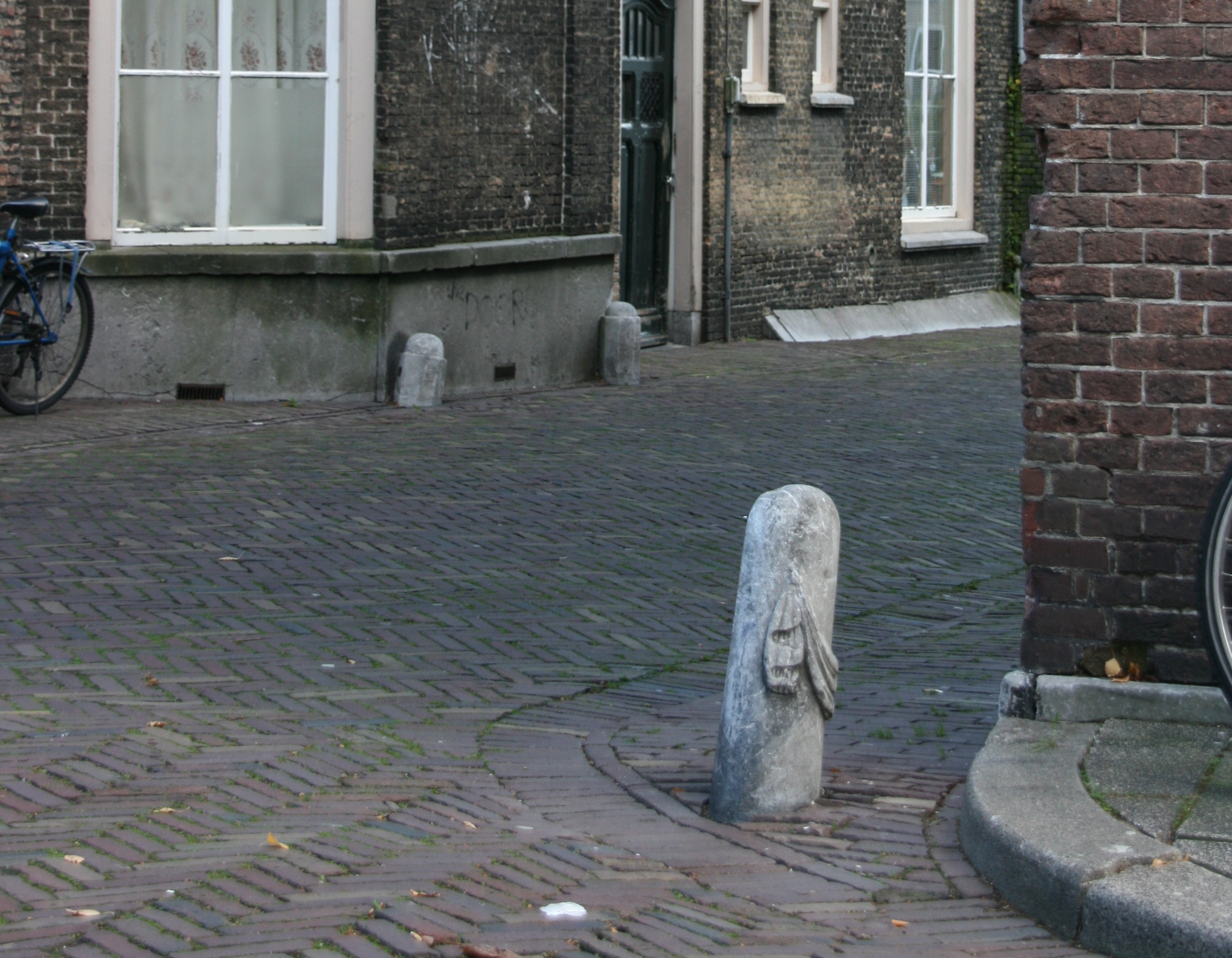
Bewerkte hardstenen schamppaal te Dordrecht. Op de achtergrond afgeronde schamppalen ter bescherming van de erker van de woning.
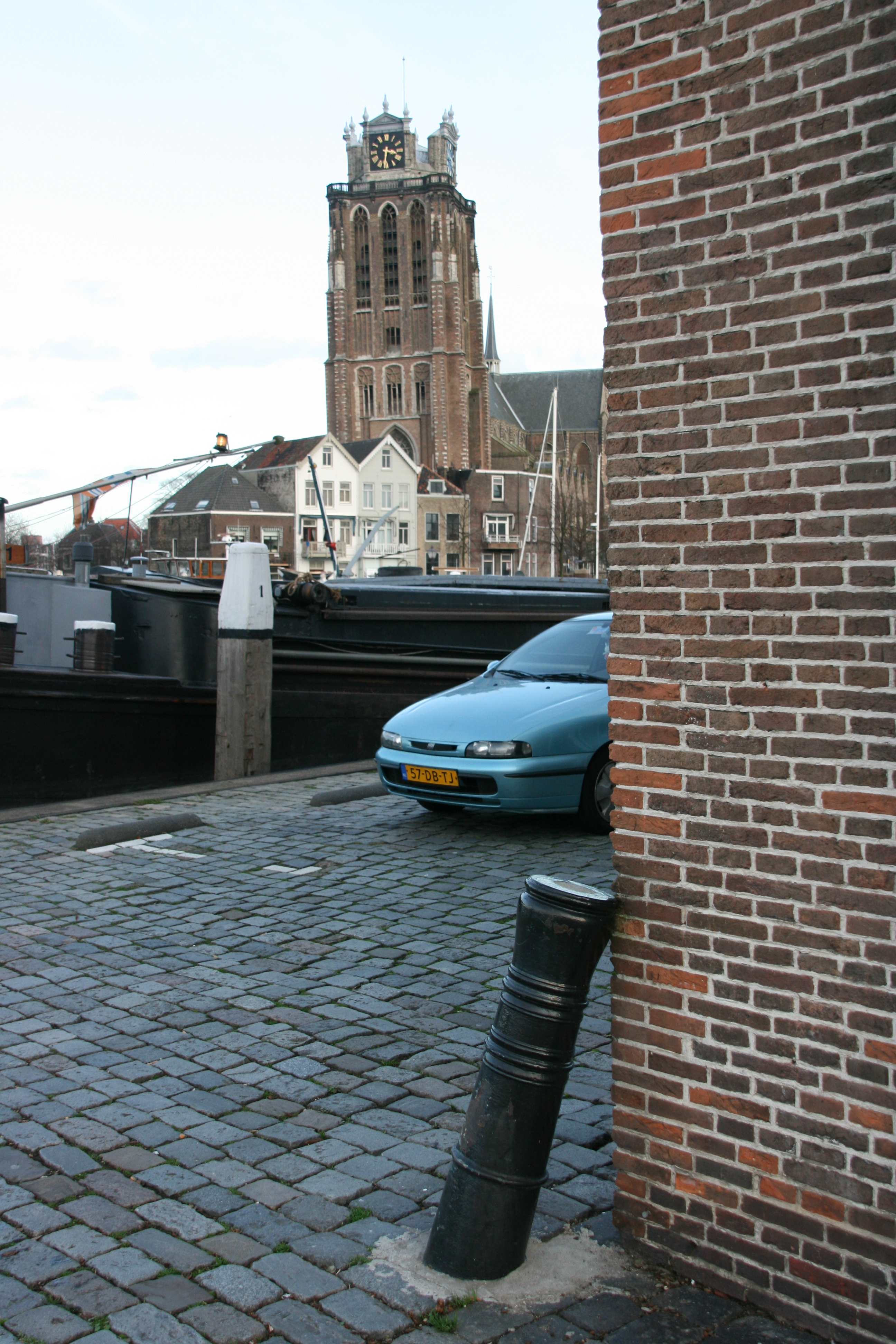
Oud kanon als schamppaal op hoek van de Bomkade te Dordrecht
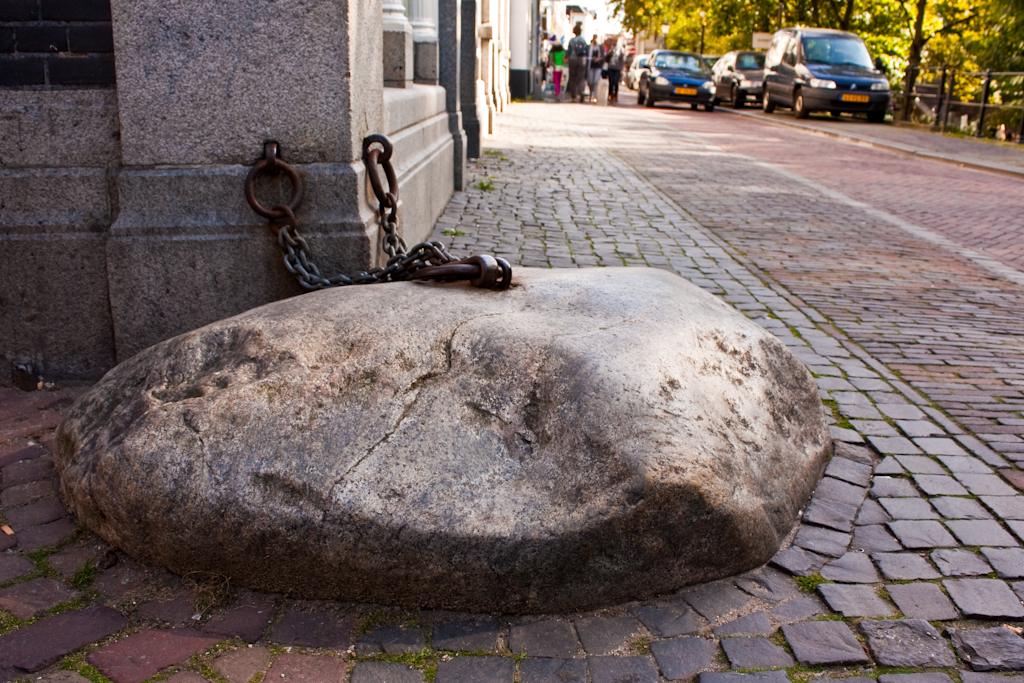
Zwerfsteen als schampsteen (De Gesloten Steen)
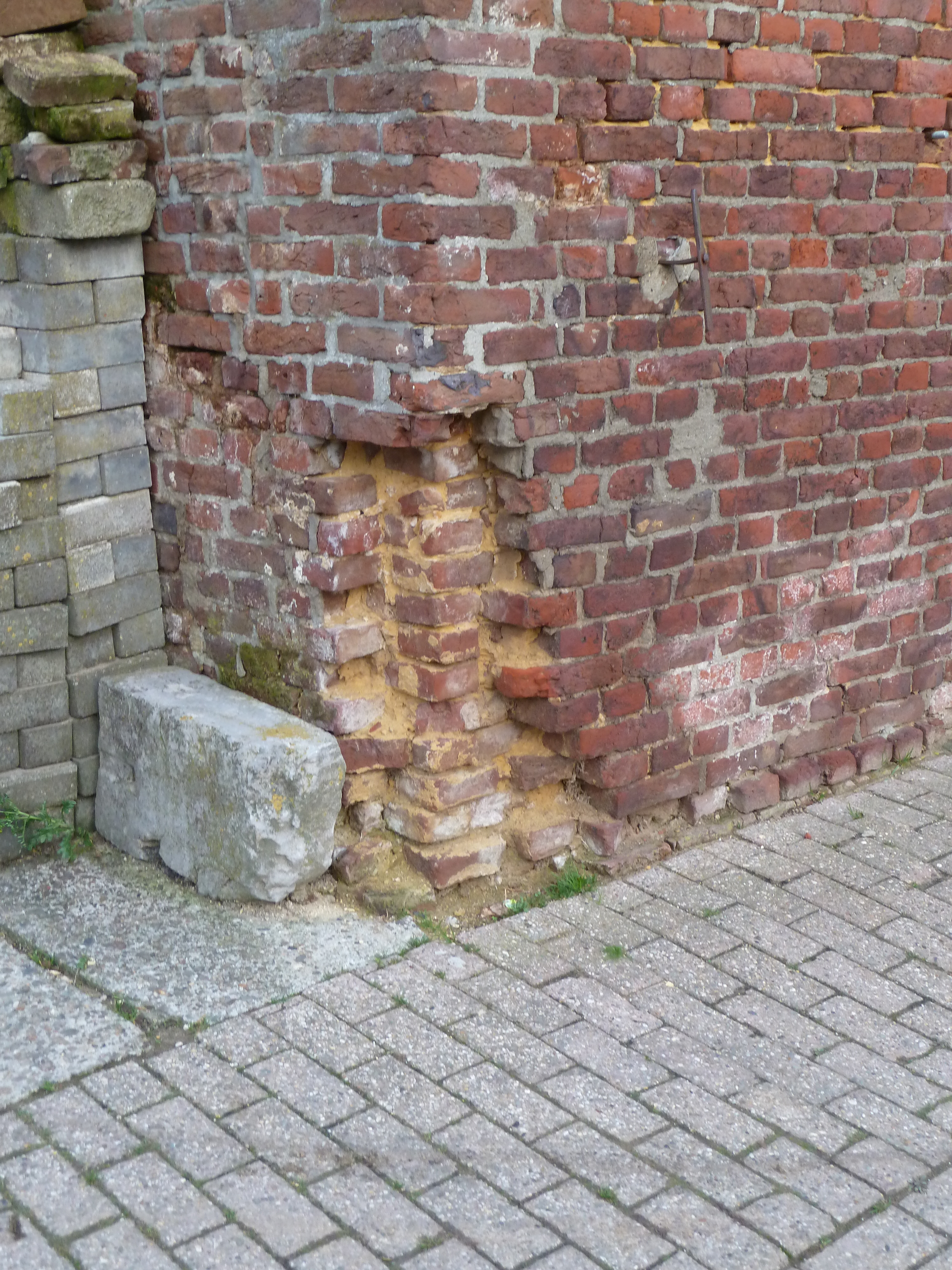
Gevolg van het ontbreken van een schampsteen
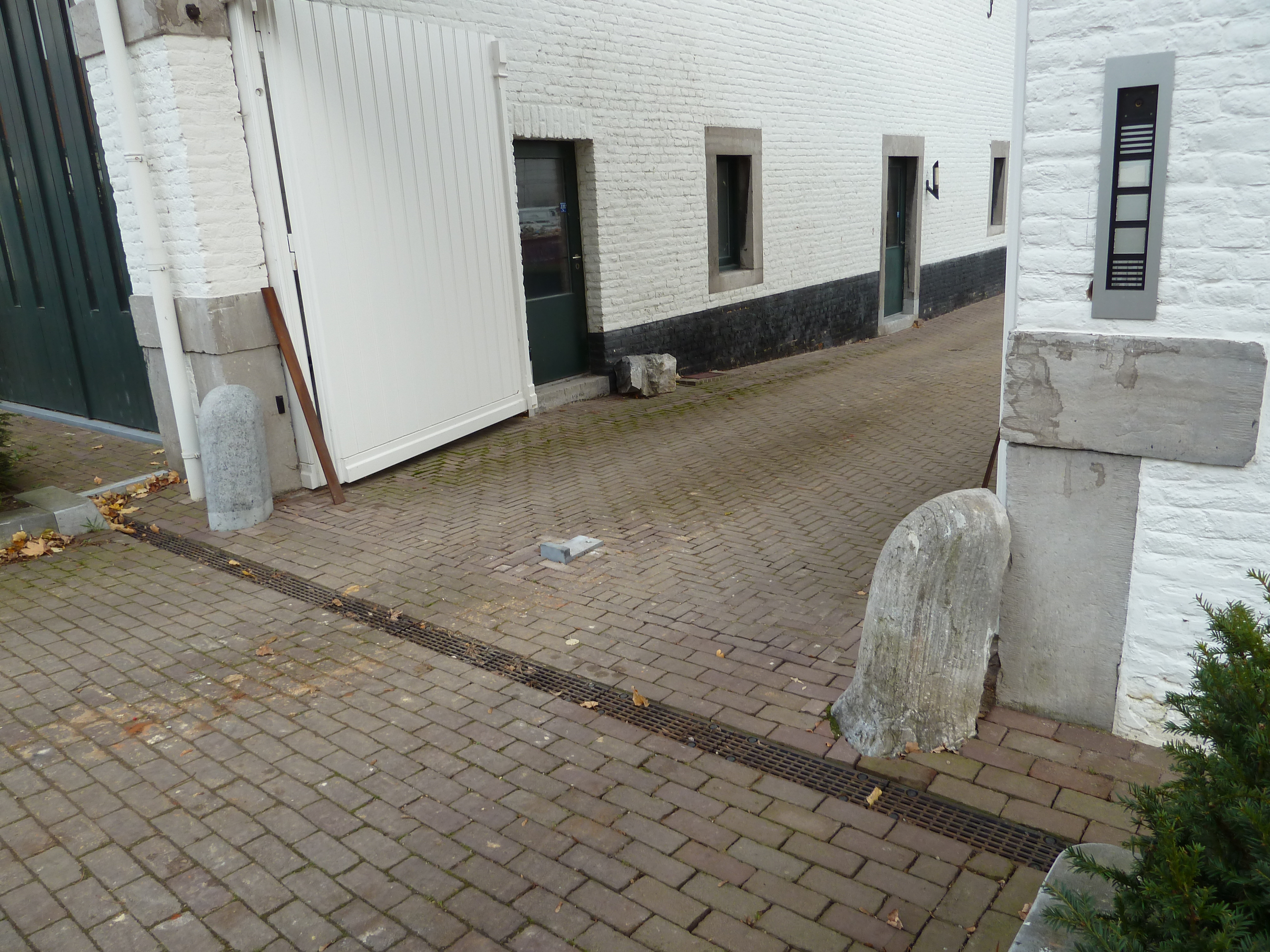
Schampstenen bij poort Kasteel Vliek te Ulestraten
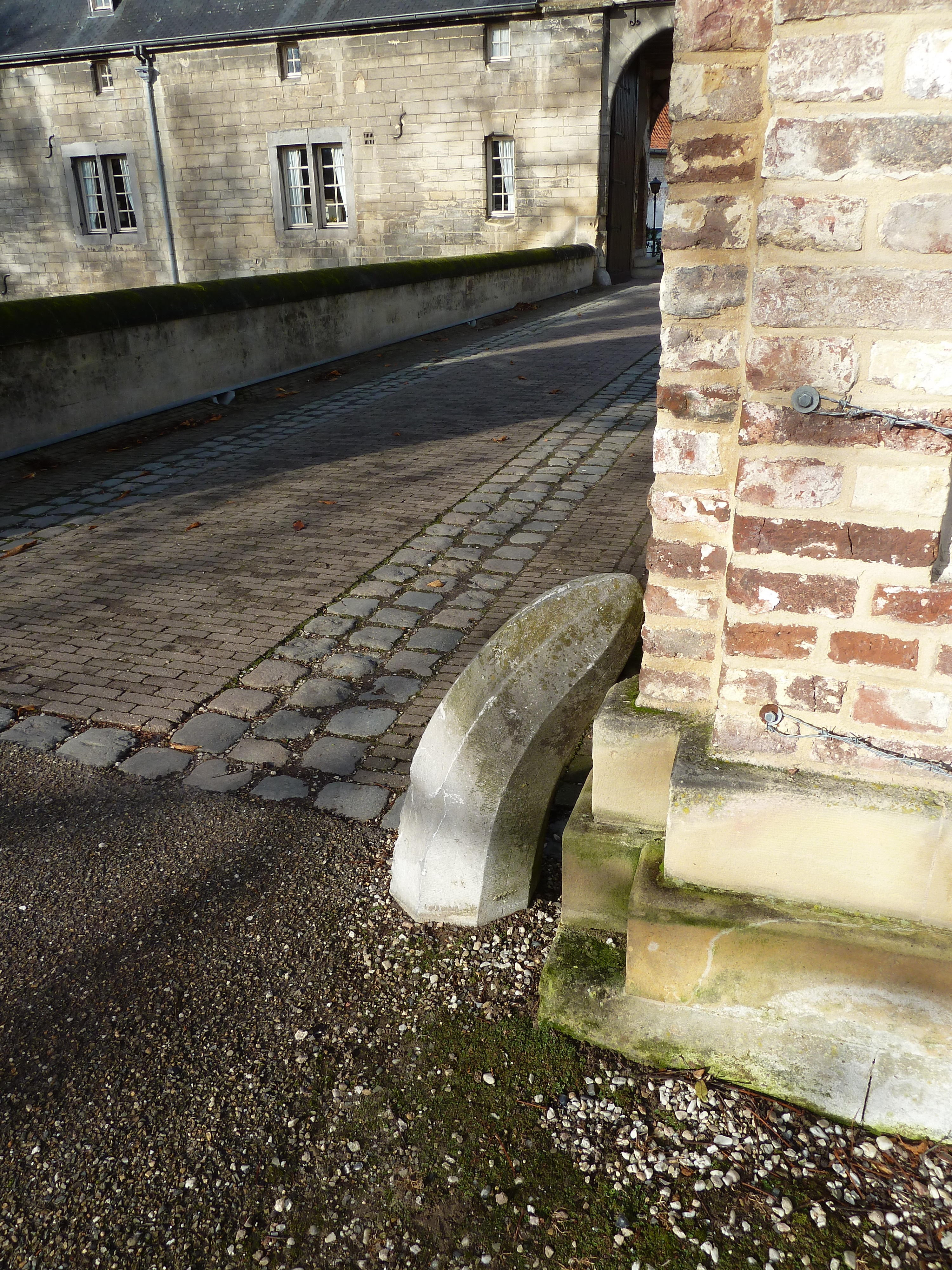
Schampsteen Kasteel Schaloen